# Український науково-дослідний інститут поліграфічної промисловості ім. Т. Г. Шевченка
Український науково-дослідний інститут поліграфічної промисловості імені Т. Г. Шевченка — приватне акціонерне товариство, розташоване у Франківському районі Львова та займається наданням послуг з створення науково-технічної продукції, що пропонується до впровадження поліграфічним підприємствам України. Повна назва — ПрАТ «Український науково-дослідний інститут поліграфічної промисловості імені Т. Г. Шевченка» корпоративне підприємство ДАК «Укрвидавполіграфія».

## Науково-технічна продукція ПрАТ «УНДІПП імені Т.Г.Шевченка»

### Нормативна документація
- ГСТУ 29.4-2001 «Обкладинки та палітурки. Типи».
- ГСТУ 29.5-2001 «Видання книжкові. Поліграфічне виконання. Загальні технічні вимоги».
- ГСТУ 29.6-2002 «Видання для дітей. Поліграфічне виконання. Загальні технічні вимоги».
- СОУ 22.2-02477019-03:2005 «Газети. Технічні умови».
- СОУ 22.2-02477019-06:2006 «Журнали. Технічні умови».
- СОУ 22.2-02477019-07:2007 «Поліграфія. Підручники і навчальні посібники для середніх загальноосвітніх навчальних закладів. Загальні технічні вимоги».
- ТУ У 29.005-95 «Календарі» (зі змінами № 1 і № 2).
- ТУ У 29.010-95 «Бланки для облікової та звітної документації» (зі змінами № 1 і № 2).
- КД 29.06-2001 «Оформлення та поліграфічне виконання друкованих засобів масової інформації».
- СОУ 22.2-02477019-02:2005 «Видання аркушеві. Технічні умови».
- СОУ 22.2-02477019-01:2004 «Картки образотворчі немарковані. Технічні умови».
- СОУ 22.2-02477019-04:2006 «Альбоми. Технічні умови».
- СОУ 22.2-02477019-05:2006 «Відбитки. Денситометричні норми. Методика визначення».
- СОУ 22.2-02477019-08:2007 «Вироби друковані канцелярські з паперу і картону.Технічні умови».
- СОУ 22.2-02477019-09:2007 «Видання. Видавниче оформлення і поліграфічне виконання. Показники якості».
- КД 29.07:2006 «Порядок розроблення і реєстрації зразків-еталонів товарів народного вжитку поліграфічного виробництва».
- Технологічна інструкція для процесу виготовлення форм офсетного друку на сенсибілізованих алюмінієвих пластинах з світлочутливим шаром позитивного способу копіювання.
- Технологічна інструкція для процесу виготовлення форм офсетного друку на сенсибілізованих алюмінієвих пластинах з світлочутливим шаром негативного способу копіювання.
- Технологічна інструкція для процесу виготовлення друкарських форм на алюмінієвій фользі непрямим електрографічним способом.
- Технологічна інструкція для процесу підготування паперу до друкування офсетним друком.
- Технологічна інструкція для процесу підготування офсетних та універсальних друкарських фарб до друкування пробних та тиражних відбитків.
- Технологічна інструкція для процесу друкування на аркушних офсетних машинах малого формату.
- Технологічна інструкція для процесу друкування на рулонних офсетних машинах малого формату.
- Норми витрат фарби для друкування книжково-журнальної та образотворчої продукції на аркушних офсетних машинах.
- Норми витрат фарби для друкування книжково-журнальної продукції на рулонних офсетних машинах.
- Норми витрат фарби для друкування  газетної продукції на рулонних офсетних машинах.
- Нормативи відходів паперу при друкуванні книжково-журнальної та образотворчої продукції на аркушних офсетних машинах.
- Нормативи відходів паперу при друкуванні книжково-журнальної продукції на рулонних офсетних машинах.
- Нормативи відходів паперу при друкуванні газетної продукції на рулонних офсетних машинах.
- Нормативи відходів паперу на брошурувально-палітурних процесах.
- Нормативи відходів паперу при флатуванні рулонів.
- Норми витрат палітурних матеріалів на процесах виготовлення палітурок.
- Норми витрат та нормативи відходів палітурного картону.
- Інструкція з планування, обліку, калькулювання собівартості видавничої і поліграфічної продукції.
- Норми витрат капталу, марлі, нетканого матеріалу, ниток, дроту на виготовлення книжково-журнальної продукції.
- Норми витрат клею на виготовлення книжкової продукції.
- Норми витрат матеріалів на процеси оздоблювання поліграфічної продукції.
- Укрупнені норми витрат паперу, картону і покривних матеріалів на виготовлення книжкової продукції.
- Норми витрат паперу для склеювання корінця книжкового блока та паперу і картону для відстави палітурки.
- Довідник кваліфікаційних характеристик професій працівників. «Видавнича діяльність».
- Довідковий посібник «Шкідливі фактори поліграфічного виробництва. Гігієнічні нормативи. Методи контролю».
- НПАОП 22.1-1.02-07 «Правила охорони праці для підприємств та організацій поліграфічної промисловості» з додатком «Довідковими відомостями».

### Поліграфічне устаткування і прилади
1. Формне устаткування:
- Експонувальний апарат ФЕК-90. Експонування офсетних і фотополімеризаційноздатних пластин високого і флексографічного друку, максимальний формат 900×1150 мм;
- Експонувальний апарат ФЕК-В2 (з точковим джерелом випромінювання). Експонування офсетних пластин, максимальний формат 540×720 мм.

2. Комплект формного устаткування. Виготовлення друкарських форм високого та офсетного друку:
- Експонувальний апарат ФЕК-53. Експонування офсетних і фото-полімеризаційноздатних пластин, максимальний формат 540×720 мм;
- Вимивна машина ФВЩ-53. Вимивання експонованих офсетних і фотополімеризаційноздатних пластин, максимальний формат 530×650 мм;
- Сушильний пристрій ФСУ-53. Сушіння друкарських форм, максимальний формат 530×650 мм.

3. Комплект устаткування. Виготовлення фотополімерних штампів:
- Експонувальний апарат ФЕК-21. Експонування фотополімеризаційноздатних пластин типу «Фотопласт-Ш», максимальний формат 210×300 мм;
- Вимивна машина ФВШ-21. Вимивання експонованих фотополімеризаційноздатних пластин, максимальний формат 210×300 мм;
- Пристрій ФТШ-21. Термооброблення штампів з фотополімеризаційноздатних пластин типу «Фотопласт-Ш», максимальний формат 210×300 мм.

4. Комплект устаткування Виготовлення фотополімерних флексографічних друкарських форм:
- Експонувальний апарат ЕПФ-54. Експонування фотополімеризаційноздатних пластин, максимальний формат 540×720 мм
- Вимивна машина ВЩФ-54. Вимивання експонованих фотополіме-ризаційноздатних  пластин, максимальний формат 540×720 мм
- Сушильно-експону-вальний апарат СФФ-54. Сушіння, доекспонування випромінюванням УФА і УФС фотополімерних флексографічних друкарських форм, максимальний формат 540×720 мм.

5. Травильні машини ФТЕ-15М ТОР-40. Виготовлення емульсійним травленням форм високого друку та штампів для позолотних робіт з мікроцинкових і магнієвих пластин,максимальний формат 150×200 мм, 300×400 мм.
6. Прес позолотний ПРГ-21. Виконання позолотних робіт, друкування, ламінування, припресування та вулканізація матеріалів, максимальний формат 210×300 мм, температура нагріву плит від 30 до 1200°C.
7. Пристрій ПЗА-74. Вирівнювання аркушів та формування стопи паперу, максимальний формат 520×740 мм.
8. Монтажні столи СМ-90 СМ-100. Монтаж та контроль за виготовленням фотоформ, поверхня стола 700×900 мм, 1000×1200 мм.
9.  Верстат бігувальний ВБ-60 Бігування на обкладинковому папері різних типів (з додатковими операціями різання та перфорування),максимальний формат 340×420 мм.
10. Комплект обладнання для реставраційних робіт (перелік включає 30 одиниць спеціального обладнання). Реставрування стародруків, раритетних видань, карт, картин, гравюр.
11. Магнітні засоби закріплення форм. Закріплення друкарських форм в машинах високого і офсетного друку та гнучких форм для висікання картону і надсікання багатошарових матеріалів.

## Витратні поліграфічні матеріали
1. Поліуретанове покриття. Покриття валів фарбових та зволожувальних апаратів друкарських машин.
2. Деталі машин поліуретанові-марзани:
- фальцапарати друкарських машин, формат, мм: 14×14×530, 18×18×530;
- фальцапарати друкарських машин, довжина, мм: 480…540;
- змиваючі апарати друкарських машин, мм: 6×50×750, 6×50×550.

3. Концентрат пожежобезпечного мийного засобу ЗМ-Ф. Змивання друкарських фарб.
4. Фарби для друкування однофарбової продукції (ВП-11 чорна, ОР-11 УО чорна):
- для друку продукції на плоскодрукарських машинах;
- для друку газет на ротаційних машинах офсетного друку;
- для друку книжково-журнальної продукції на аркушних машинах офсетного друку.

5. Фарби для друкування багатокольорової продукції (КЖУ-011 чорна, КЖУ-231 пурпурова, ОР-40 зелена):
- для друку книжково-журнальної та ілюстрованої продукції на аркушних машинах офсетного друку і на плоскодрукарських машинах;
- для друку газет на ротаційних машинах офсетного друку.

6. Коригуючі засоби: розріджувачі лак РДФ-1. Зменшення в’язкості фарб високого і офсетного друку, регулювання розкочувально-накочувальних властивостей фарб. Екологобезпечний засіб для запобігання проявам перебивання та прилипання друкарських відбитків.
7. Безсрібна світлочутлива плівка Переконтактування за схемами «позитив—негатив», «негатив — позитив».
8. Композиція «Акрилан». Виготовлення сенсибілізованих формних пластин для способу негативного копіювання та друкарських плат.
9. Термочутлива композиція «Перлина». Виготовлення термочутливих офсетних формних пластин за технологією «комп’ютер — друкарська форма».
10. Концентрат розчину для зволоження «Роса». Зволоження форм в процесі друку.
11. Концентрати проявників «Офсет-П»,«Офсет-Н». Виготовлення форм офсетного друку.
12. Розчин для очищення форм «ОФ-03». Відновлення властивостей офсетних форм в процесі друку.
13. Засіб для очищення монтажних плівок.

## Послуги
- Контроль якості стічних та поверхневих вод. Моніторинг забруднення поверхневих вод.
- Виконання санітарно-гігієнічних досліджень з атестації робочих місць за умовами праці. Складання карт умов праці та підготовка висновків стосовно складності та напруженості умов праці.
- Розробка систем управління якістю та систем екологічного управління підприємствами відповідно до ДСТУ ISO 9001-2001, ДСТУ ISO 14001-1997.
- Консультації з питань стандартизації в галузі. Виготовлення документації для підприємства з метою забезпечення випуску якісної продукції та охорони довкілля. Надання інформації про чинні документи, розсилка копій нормативних документів за запитами.
- Консультації з питань економіки та нормування. Вирішення тарифно-кваліфікаційних питань.